# Camillus Archibong Etokudoh
Camillus Archibong Etokudoh (Ikot Uko Etor, Nigéria, 1949) é um ministro católico romano e bispo de Port Harcourt.
Camillus Archibong Etokudoh recebeu o Sacramento da Ordem para a Diocese de Ikot Ekpene em 2 de julho de 1978.
Em 18 de janeiro de 1988, o Papa João Paulo II o nomeou Bispo Titular de Capra e o nomeou Bispo Auxiliar de Ikot Ekpene. O bispo de Ikot Ekpene, cardeal Dominic Inácio Ekandem, concedeu sua consagração episcopal em 14 de maio do mesmo ano; Os co-consagradores foram o Arcebispo de Lagos, Anthony Olubunmi Okogie e o Administrador Apostólico de Warri e Port Harcourt, Edmund Joseph Fitzgibbon SPS. 
Em 1º de setembro de 1989, João Paulo II o nomeou Bispo de Ikot Ekpene. 
Papa Bento XVI nomeou-o Bispo de Port Harcourt em 4 de maio de 2009.